# Cookeconcha contorta
Cookeconcha contorta is een slak uit de familie van de Endodontidae. De wetenschappelijke naam van de soort is voor het eerst geldig gepubliceerd in 1825 door Férussac. De soort is endemisch in Hawaï.